# Main Event der World Series of Poker 1988
Das Main Event der World Series of Poker 1988 war das Hauptturnier der 19. Austragung der Poker-Weltmeisterschaft in Las Vegas.

## Turnierstruktur
Das Hauptturnier der World Series of Poker in No Limit Hold’em startete am 16. Mai und endete mit dem Finaltisch am 21. Mai 1988. Ausgetragen wurde das Turnier im Binion’s Horseshoe in Las Vegas. Die insgesamt 167 Teilnehmer mussten ein Buy-in von je 10.000 US-Dollar zahlen, für sie gab es 36 bezahlte Plätze.

## Finaltisch

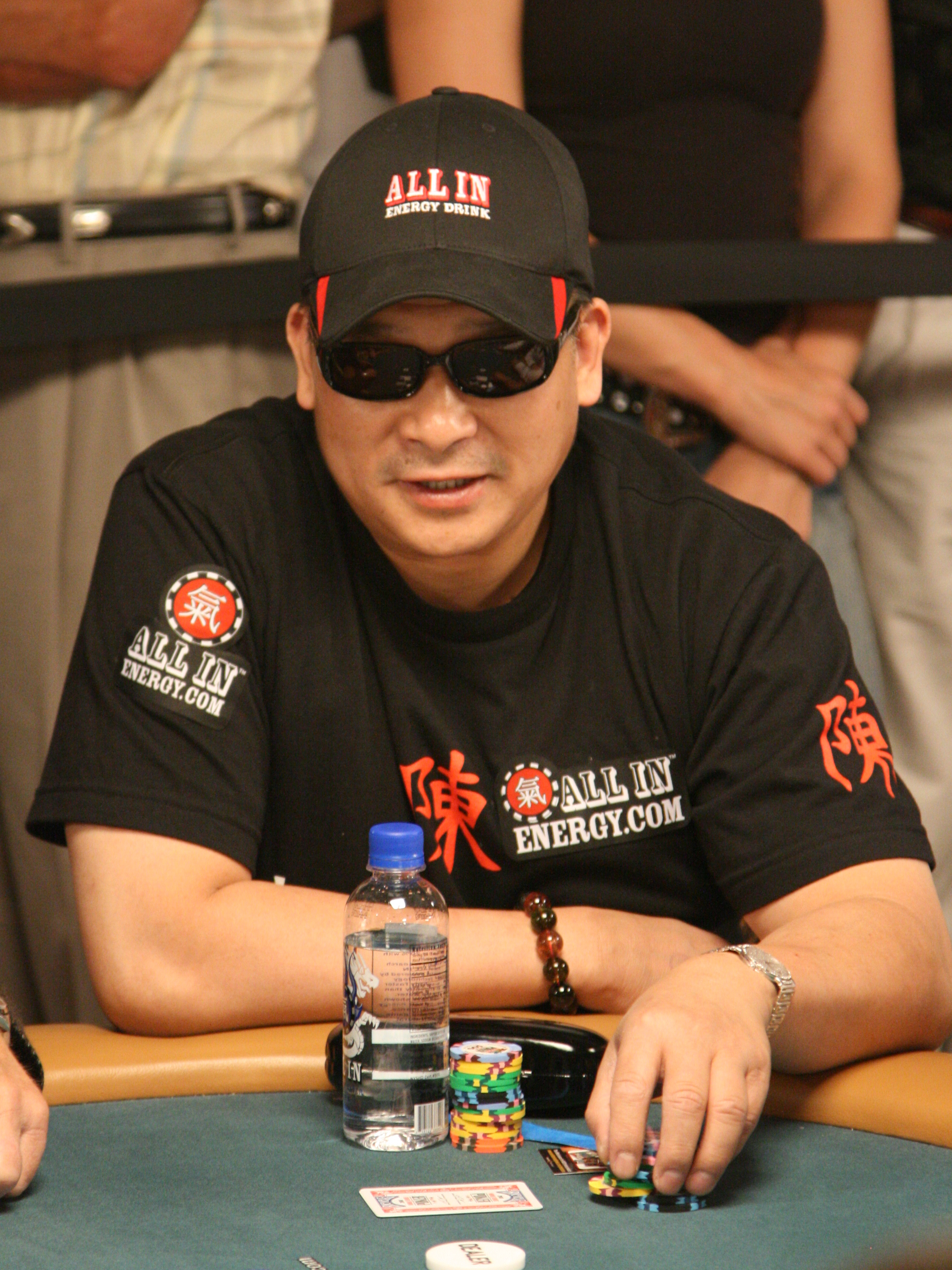
Johnny Chan (2008)

Der Finaltisch wurde am 21. Mai 1988 ausgespielt. In der finalen Hand gewann Chan mit J♣ 9♣ gegen Seidel mit Q♣ 7♥. Die Szene ist im Spielfilm Rounders von John Dahl zu sehen.
| Platz | Herkunft           | Spieler         | Preisgeld (in $) |
| ----- | ------------------ | --------------- | ---------------- |
| 1     | Vereinigte Staaten | Johnny Chan     | 700.000          |
| 2     | Vereinigte Staaten | Erik Seidel     | 280.000          |
| 3     | Vereinigte Staaten | Ron Graham      | 140.000          |
| 4     | Costa Rica         | Humberto Brenes | 077.000          |
| 5     | Vereinigte Staaten | T. J. Cloutier  | 063.000          |
| 6     | Vereinigte Staaten | Jim Bechtel     | 049.000          |